# Пападопулос, Джордж
Джордж Пападо́пулос (англ. George Demetrios Papadopoulos; род. 19 августа 1987, Чикаго, Иллинойс) — американский государственный деятель, политический советник в президентской кампании Дональда Трампа в 2016 году. Директор Международного центра по энергетическому праву и праву природных ресурсов при Лондонском центре международной юридической практики (с 2015 года).

## Биография
Родился в Чикаго (Иллинойс, США) в семье греков — выходцев из города Салоники (Греция).
В 2009 году окончил Университет Де Поля со степенью бакалавра гуманитарных наук по специальности «Political Arts & Government».
В 2010 году получил степень магистра наук в области безопасности в Университетском колледже Лондона, а также степень магистра по другой специальности в Лондонской школе экономики и политических наук (Великобритания).
В июне—августе 2008 года — научный аналитик в Американо-греческом институте.
В 2011—2015 годах — научный сотрудник Гудзоновского института. В этот период сфокусировался на международных отношениях в Восточном Средиземноморье и организовал первую конференцию на тему развития геополитических отношений между США, Израилем, Грецией и Кипром.
В 2012 году представлял Соединённые Штаты на Модели ООН в Женеве (Швейцария) .
В 2015—2016 годах — советник в президентской кампании Бена Карсона.
В мае 2016 года в качестве советника присоединился к президентской кампании Дональда Трампа. В марте—сентябре подал по крайней мере шесть заявок на проведение встречи между Трампом и российскими политиками, на что один раз в мае получил отказ от Пола Манафорта. В сентябре дал интервью российскому информационному агентству «Интерфакс» о российско-американских отношениях, в котором сообщил о том, что Барак Обама дал обещание сотрудничать с Россией, однако не выполнил его.
В октябре 2017 года сенатор Ричард Бёрр, глава комиссии Сената США по расследованию возможного вмешательства России в президентские выборы в США 2016 года, заявил, что возглавляемая им комиссия заинтересовалась Пападопулосом, в частности отправленными им электронными сообщениями, когда он пытался организовать встречу Трампа и президента России Владимира Путина. 5 октября признался в даче ложных сведений агентам ФБР. 30 октября это дело было вновь поднято после предъявления обвинения Манафорту.
С 2017 года — независимый консультант по вопросам энергетики и политики при президенте США.
Выступает за размещение американского военного флота на Крите (Греция) и вступление Кипра в НАТО.
Член Международного президентского делового консультативного совета (Кипр).
В совершенстве владеет английским и греческим языками, а также в разной степени французским и арабским.